# Govanakoppa, Shirhatti
Govanakoppa là một làng thuộc tehsil Shirhatti, huyện Gadag, bang Karnataka, Ấn Độ.